# Jean-François Poron
Jean-François Poron est un acteur français né le 6 mai 1936 à Paris 6e et mort le 3 septembre 2020 à Bastia (Haute-Corse).

## Biographie

### Jeunesse et études
De son vrai nom Jean-Georges  Poiron, il commence sa formation de comédien au cours Simon.

### Carrière
En 1954, il décroche son premier rôle sur grand écran dans L'Air de Paris de Marcel Carné puis en 1959, il fait ses débuts à la télévision dans la série En votre âme et conscience de Claude Barma. Bien que peu connu du grand public, il tient des rôles majeurs dans  La Princesse de Clèves de Jean Delannoy (1961) ou Le Masque de fer d'Henri Decoin (1962).
Après une longue pause à la fin des années 1980, il joue dans des séries populaires telles que Une femme d'honneur, Maigret ou encore Navarro. Son dernier rôle au cinéma remonte à 2012, dans Ce que le jour doit à la nuit d'Alexandre Arcady, un retour au cinéma.
Jean-François Poron meurt le 3 septembre 2020 à Bastia, à l'âge de 84 ans, des suites d'une infection pulmonaire,.

### Vie privée
Le 12 août 1968, alors qu'il roulait sur la RN 20 vers Orléans à 160 kilomètres à l'heure, à bord de sa Porsche, il perd à la hauteur d'Angerville le contrôle de sa voiture et doit être hospitalisé à Étampes, victime d'une triple fracture de la jambe droite.

## Théâtre
- 1957 : Périclès, prince de Tyr de William Shakespeare, mise en scène René Dupuy, théâtre de l'Ambigu
- 1959 : La Petite Molière de Jean Anouilh, mise en scène Jean-Louis Barrault, Grand-Théâtre de Bordeaux puis Odéon-Théâtre de France
- 1961 : Le Voyage de Georges Schéhadé, mise en scène Jean-Louis Barrault, Odéon-Théâtre de France
- 1962 : Les Cailloux de Félicien Marceau, mise en scène André Barsacq, théâtre de l'Atelier
- 1967 : Un parfum de fleurs de James Saunders, mise en scène Georges Vitaly, théâtre La Bruyère
- 1968 : La Putain respectueuse de Jean-Paul Sartre, mise en scène Jean Danet, Tréteaux de France
- 1968 : La guerre de Troie n'aura pas lieu de Jean Giraudoux, mise en scène Jean Darnel, théâtre antique d'Arles
- 1968 : Britannicus de Racine, mise en scène Maurice Escande, théâtre antique d'Arles
- 1968 : La Fiancée de l'Europe de Pierre Maudru, mise en scène Jean Darnel, théâtre de la Nature (Saint-Jean-de-Luz)
- 1968 : La Fiancée de l'Europe de Pierre Maudru, mise en scène Jean Darnel, théâtre des Célestins puis théâtre Sorano (Toulouse)
- 1969 : La Lune heureuse de Catherine Peter Scott, mise en scène Jean Meyer, théâtre des Célestins
- 1971 : Vétir ceux qui sont nus de Luigi Pirandello, mise en scène René Dupuy, théâtre de l'Athénée Louis-Jouvet

## Filmographie

### Cinéma
- 1954 : L'Air de Paris de Marcel Carné : un spectateur au Central (non crédité)
- 1956 : Pardonnez nos offenses de Robert Hossein
- 1958 : Les Tricheurs de Marcel Carné : Gérard (non crédité)
- 1958 : Le Miroir à deux faces d'André Cayatte : un danseur à l'anniversaire de Véronique (non crédité)
- 1958 : Les Jeux dangereux de Pierre Chenal : Julien
- 1959 : Asphalte d'Hervé Bromberger : Alain, le voleur de mobylette
- 1960 : Les Loups dans la bergerie d'Hervé Bromberger : Alain
- 1961 : La Princesse de Clèves de Jean Delannoy : Jacques de Savoie, duc de Nemours
- 1961 : Le Rendez-vous de Jean Delannoy : Daniel
- 1962 : Le Masque de fer d'Henri Decoin : Henri/Louis XIV
- 1963 : Taras Boulba, il cosacco de Ferdinando Baldi : Andrei Bulba
- 1964 : Le Fils de Tarass Boulba d'Henry Zaphiratos : André
- 1967 : Jerk à Istanbul de Francis Rigaud : Grégoire
- 1971 : Raphaël ou le Débauché de Michel Deville : Giorgio
- 1975 : Quand la ville s'éveille de Pierre Grasset : Godiot
- 1978 : Les Filles du régiment de Claude Bernard-Aubert : le capitaine Desmarets
- 1980 : Charlie Bravo, de Claude Bernard-Aubert : le reporter François Girard
- 1982 : L'Honneur d'un capitaine, de Pierre Schoendoerffer : Jakez
- 1986 : L'Enquête (L'inchiesta) de Damiano Damiani
- 2012 : Ce que le jour doit à la nuit d'Alexandre Arcady

### Télévision

#### Téléfilms
- 1960 : Trésor-party de Bernard Régnier, réalisation Jean-Christophe Averty
- 1961 : Les Concini de Jean Kerchbron : Louis XIII
- 1962 : La Nuit des rois de William Shakespeare, réalisation Claude Barma
- 1965 : Ruy Blas de Victor Hugo, réalisation Claude Barma : Ruy Blas
- 1965 : Destins de Pierre Cardinal  d'après François Mauriac : Bob Lagave
- 1965 : Mer libre de Jean Kerchbron
- 1966 : Retour à Bacoli de Jean-Paul Sassy : le lieutenant Ruault
- 1967 : Marion Delorme (adaptation de la pièce de Victor Hugo), téléfilm de Jean Kerchbron : Gaspar de Saverny
- 1971 : La Duchesse de Berry de Jacques Trébouta : Charette
- 1972 : Les Fossés de Vincennes de Pierre Cardinal : le duc d'Enghien
- 1972 : Figaro-ci, Figaro-là d'André Bromberger : Beaumarchais
- 1972 : La Fin et les Moyens de Paul Paviot : Michel Varzy
- 1973 : Byron, libérateur de la Grèce ou le Jardin des héros de Pierre Bureau : Lord Byron
- 1975 : Une vieille maîtresse  de Jacques Trébouta d'après Barbey d'Aurevilly : Moreuil
- 1976 : Le Siècle des lumières de Claude Brulé : Giacomo Casanova
- 1979 : La Maréchale d'Ancre de Jean Kerchbron d'après Alfred de Vigny : Fiesque
- 1981 : Quatre femmes, quatre vies : Des chandails pour l'hiver de Marc Marino : Frédéric Vannier
- 1981 : Rioda de Sylvain Joubert : l'Homme
- 1989 : Un citoyen sans importance, téléfilm de Guy Jorré : Mandron
- 1996 : Saint-Exupéry : La Dernière Mission de Robert Enrico : Joseph Kessel
- 1996 : Tresko-Amigo Affäre de Hajo Gies

Au théâtre ce soir
- 1975 : Dix minutes d'alibi d'Anthony Armstrong, réalisation Pierre Sabbagh, théâtre Édouard-VII : Colin
- 1976 : L'Héritière de Ruth et Augustus Goetz, réalisation Pierre Sabbagh, théâtre Édouard-VII : Morris
- 1984 : Tango Valentino d' Aldo Nicolaj, réalisation Pierre Sabbagh, théâtre Marigny : Elie
- 1984 : Pomme, pomme, pomme de Jacques Audiberti, réalisation Pierre Sabbagh, théâtre Marigny

#### Séries télévisées
- 1959 : En votre âme et conscience, épisode L'Affaire Troppman de Claude Barma
- 1959 : La caméra explore le temps, épisode Le Véritable Aiglon de Stellio Lorenzi : l'Aiglon
- 1960 : Les Cinq Dernières Minutes, épisode Qui trop embrasse… de Claude Loursais : Xavier Trevoux
- 1968 : Le Théâtre de la jeunesse : Ambroise Paré d'Éric Le Hung : Ambroise Paré adulte
- 1971 : Les Cinq Dernières Minutes, épisode Les Yeux de la tête de Claude Loursais
- 1973 : Un tyran sous la pluie de Philippe Arnal : Max
- 1975 : Les Cinq Dernières Minutes, épisode Le Coup de pouce de Claude Loursais
- 1975 : Le Renard à l'anneau d'or  de Teff Erhat : Gilles Stée
- 1975 : Salvator et les Mohicans de Paris de Bernard Borderie d'après Alexandre Dumas : Louis-Napoléon
- 1976 : Ces beaux messieurs de Bois-Doré de Bernard Borderie d'après George Sand : Guillaume d'Ars
- 1977 : Les Cinq Dernières Minutes, épisode Une si jolie petite cure de Guy Seligmann : Jean Vignon
- 1978 : Gaston Phébus de Bernard Borderie : Espaing
- 1980 : Les Amours des années folles, épisode Les Solitaires de Myols de Stéphane Bertin : Renaud
- 1980 : Le Comte de Monte-Cristo de Denys de La Patellière : le comte de Villefort
- 1980 : La Vie des autres, épisode Demain je me marie de René Clermont : Tony
- 1981 : Les Cinq Dernières Minutes, épisode Mort au bout du monde de Claude Loursais : François Burgès
- 1982 : Les Amours des années grises, épisode Histoire d'un bonheur de Marion Sarraut : Noël Dussert
- 1983 : Marianne, une étoile pour Napoléon de Marion Sarraut : Francis Cranmère
- 1984 : La Vie des autres, épisode Virginie qui va de Pierre Goutas : Michel
- 1985 : Christopher Columbus d'Alberto Lattuada : Alonso de Mardan
- 1986 : Grand Hôtel de Jean Kerchbron : Andréa Collonna
- 1986 : Catherine de Marion Sarraut : Philippe III de Bourgogne
- 1987 : Coupable ou non coupable, épisode Complotto Internazionale de Florestano Vancini
- 1987 : Le Gerfaut de Marion Sarraut : l'abbé de Talhouët
- 1988 : Le Chevalier de Pardaillan de Josée Dayan d'après Michel Zévaco
- 1988 : Anges et Loups de Boramy Tioulong : Borzou
- 1989 : Tendresse et Passion de Gérard Espinasse, Bernard Grandrey-Rety, Alain Lombardi, Guy Lopez, Daniel Martineau et Jean Sunny : Alain Ricœur
- 1992 : V comme vengeance, épisode La ville dans la forêt de Guy Jorré : Alain
- 1997 : Van Loc : un grand flic de Marseille, épisode Ennemis d'enfance de Claude Barrois : Martial Narbone
- 1997 : Une femme d'honneur, épisode La Grotte de Marion Sarraut : Altier
- 2004 : Maigret, épisode Maigret et l'Ombre chinoise de Charles Nemes : le colonel
- 2004 : Navarro, épisode Une affaire brûlante de José Pinheiro : Pierre Frachon